# Messier 95

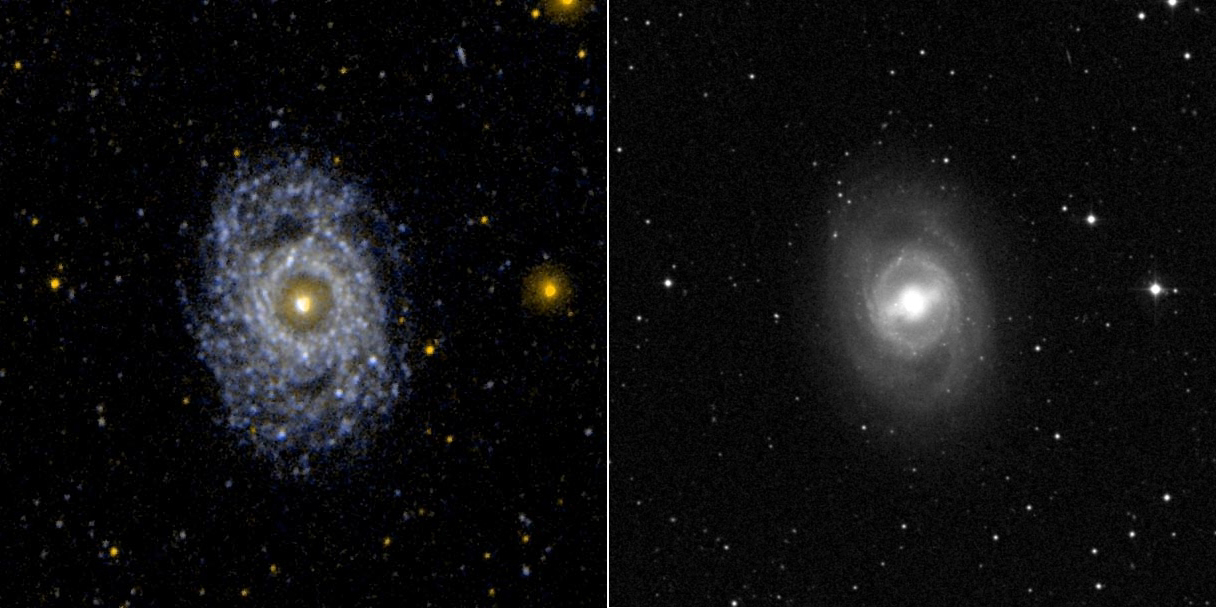
M95 en ultraviolat i visual

Messier 95 (M95 o NGC 3351) és una galàxia espiral situada en la constel·lació del Lleó. Va ser descoberta per Pierre Méchain el 20 de març de 1781, i Charles Messier la va afegir al seu catàleg el 24 de març del mateix any.
M95 és una galàxia espiral barrada de tipus SBb en la seqüència de Hubble; els seus braços espirals són pràcticament circulars. Mostra una notable activitat en la regió central, en particular en un anell de prop de 600 parsecs de diàmetre al voltant del centre, compost probablement de gas difús no uniforme. Les emissions de raigs X provenen de diferents fonts, que es concentren en regions de gas calent; la morfologia de l'emissió pot explicar-se si es presenten una sèrie de starburst (esclat d'estrelles) instantanis situats en diverses zones de l'anell. L'extensió dels raigs X arriba als 500 parsecs sobre l'anell, que pot interpretar-se com una sortida de gas.
M95 es troba a uns 38 milions d'anys llum del sistema solar. És una de les galàxies del grup M96, un grup de galàxies que inclou els objectes de Messier M96 i M105.
Es troba a uns 38 milions d'anys llum del sistema solar.